# Oleg Dal

Oleg Dal na rosyjskiej kopercie pocztowej z 2016 roku

Oleg Iwanowicz Dal (ros. Оле́г Ива́нович Даль; ur. 25 maja 1941, zm. 3 marca 1981) – radziecki aktor filmowy i teatralny. 
Pochowany na Cmentarzu Wagańkowskim w Moskwie.

## Wybrana filmografia
- 1971: Król Lear jako błazen
- 1975: To niemożliwe! jako Anatolij Barygin-Amurski
- 1976: Jak Iwanuszka szukał cudu jako Iwanuszka